# Parc provincial MacGregor Point
Le parc provincial MacGregor Point est un parc provincial de l'Ontario, situé dans le comté de Bruce, au bord du lac Huron, à proximité de la ville de Port Elgin.
Les activités proposées dans le parc sont : la randonnée pédestre, le cyclisme, le canoë et le kayak. Parmi la faune et la flore remarquable rencontrée dans le parc, on trouve : l'Iris lacustris (en), la tortue ponctuée, le héron bihoreau et la grande aigrette. Il y est possible de dormir dans des yourtes.

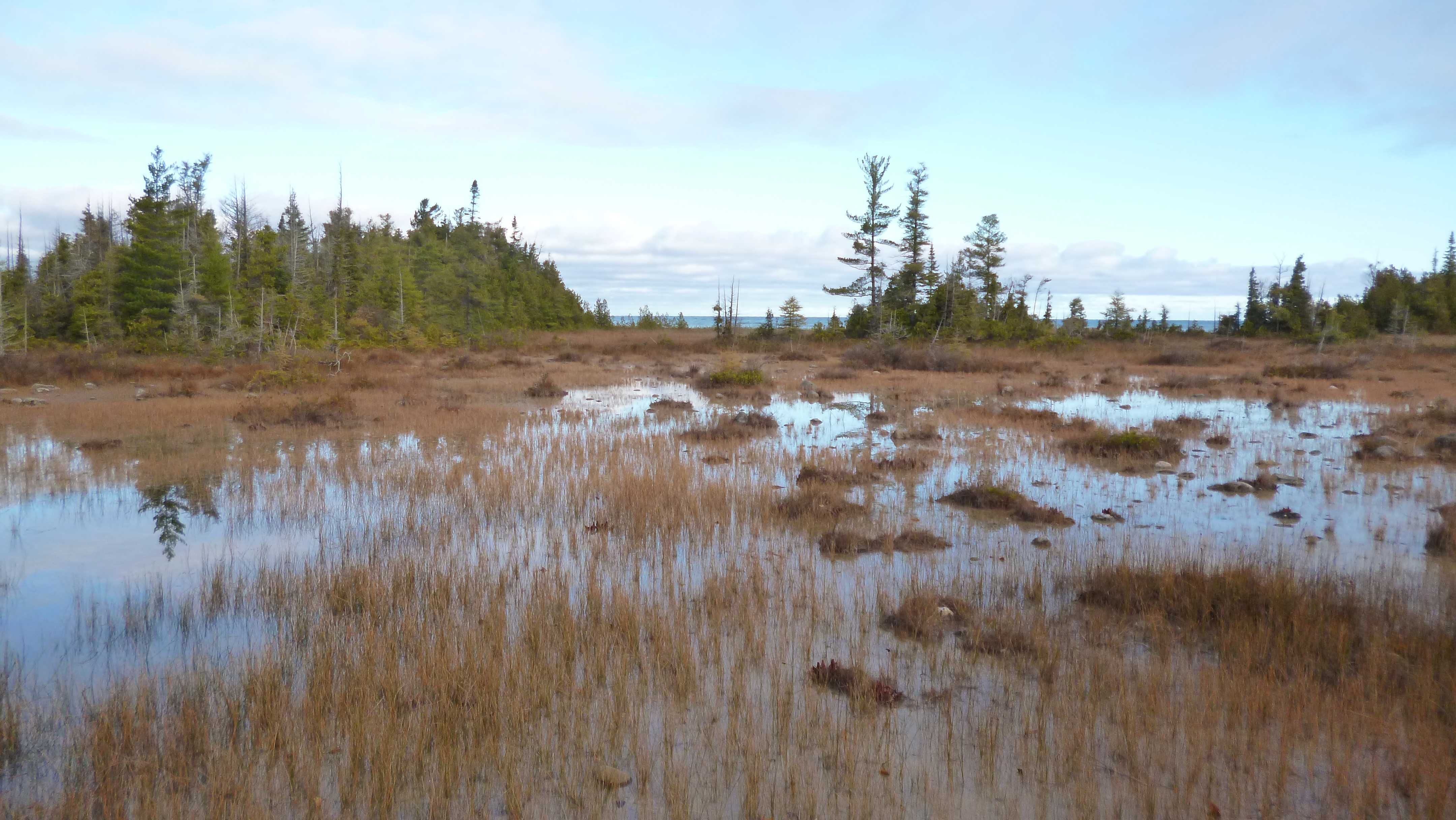
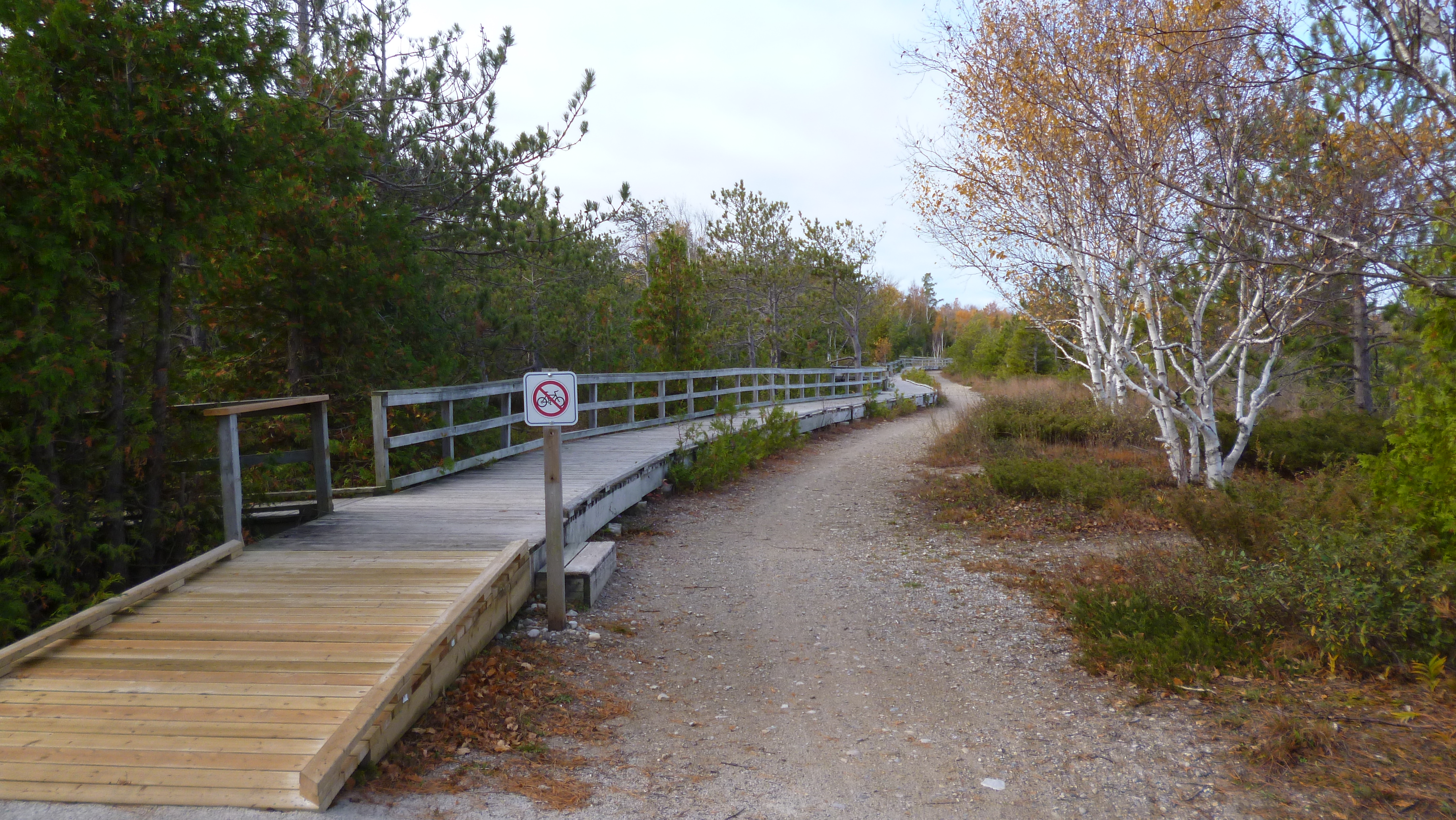
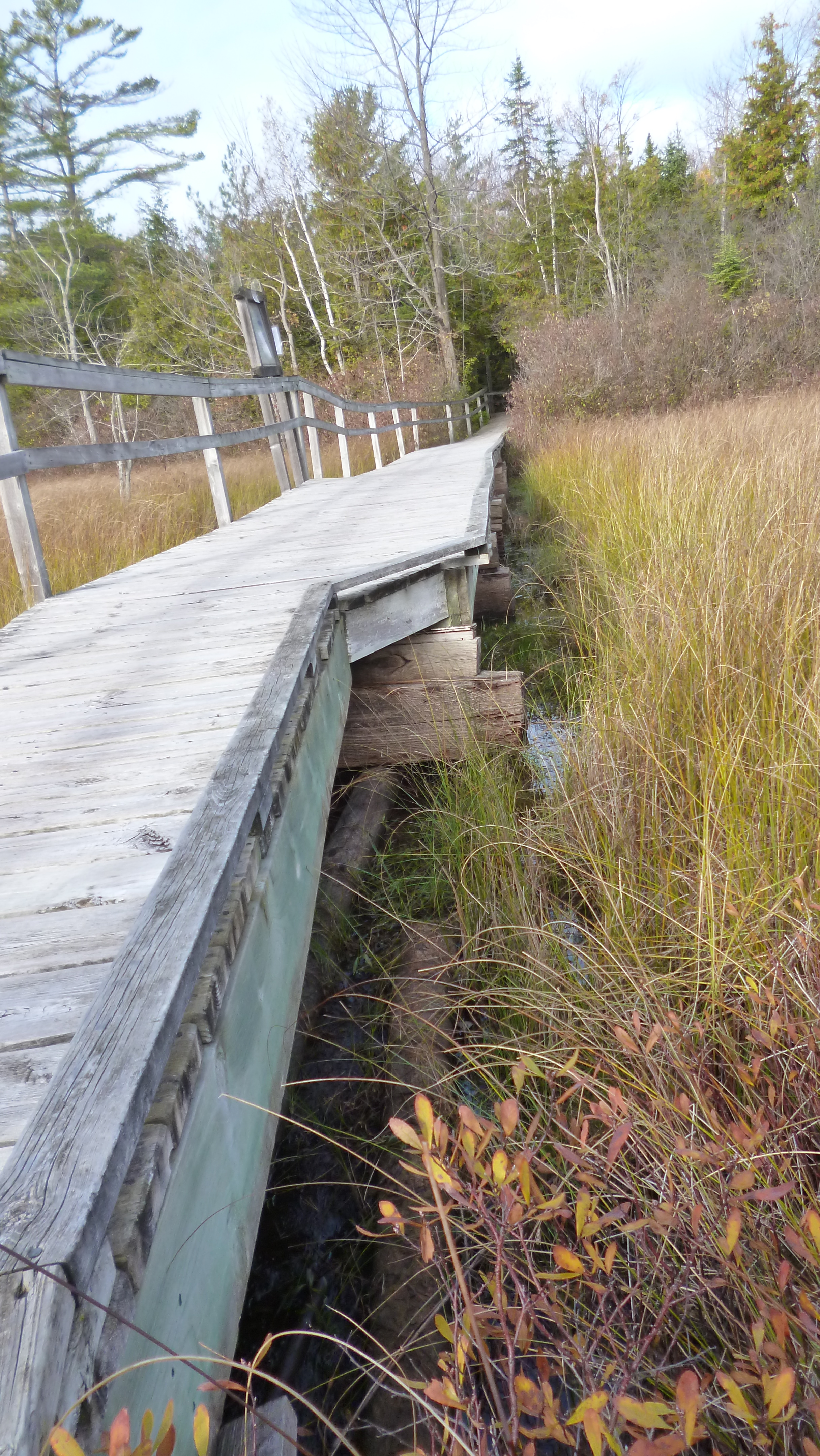
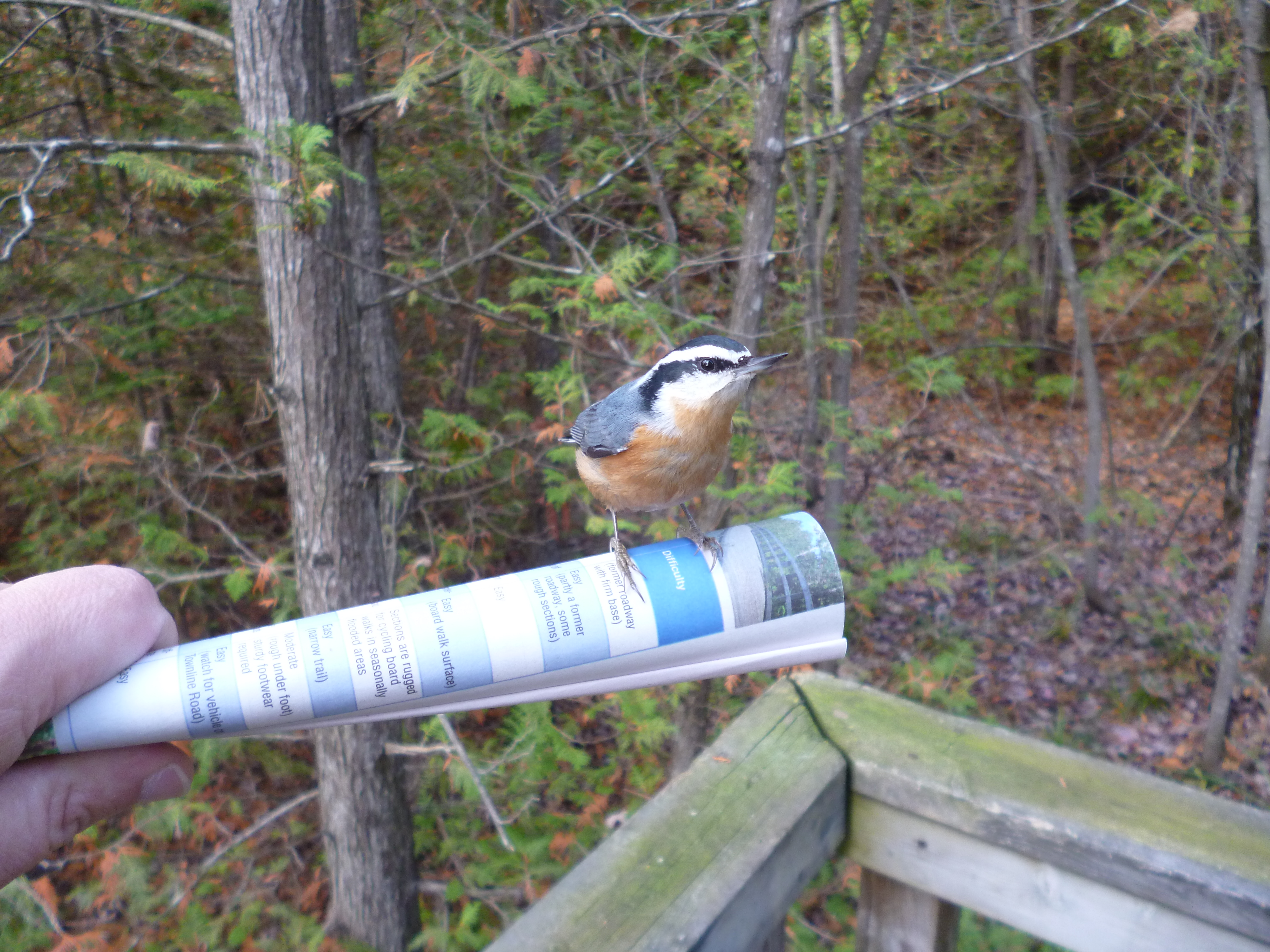
Une sittelle à poitrine rousse aperçue dans le parc.